# Eduardo Sojo
Eduardo Sojo, Demócrito (Madrid, 1849- 1908), va ser un dibuixant espanyol, que també va treballar a Argentina. Precursor de la caricatura política en aquest país, va ser fundador de dues revistes titulades Don Quijote, una a Argentina i una altra a Espanya. Signava amb el pseudònim «Demócrito».

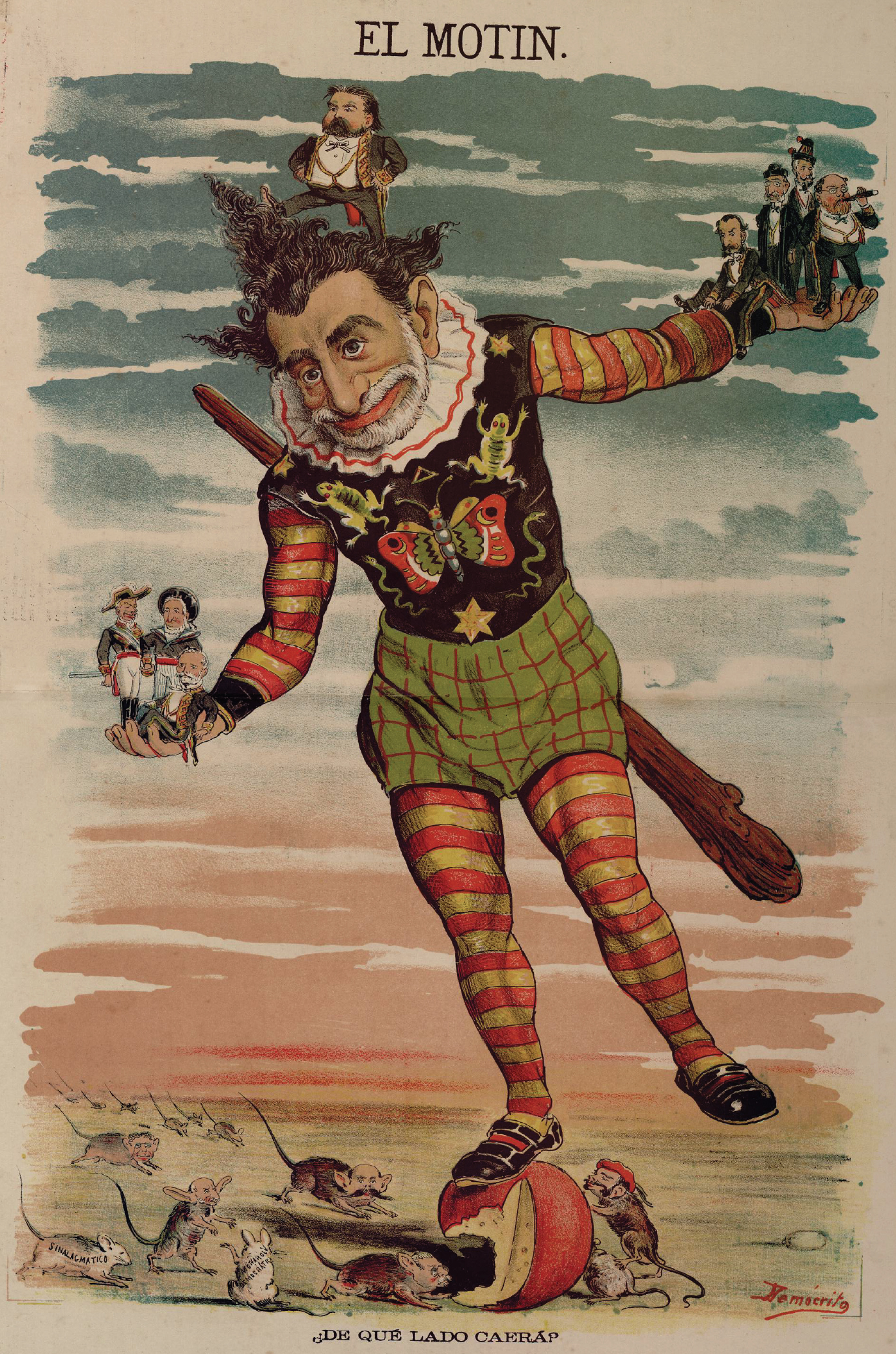
De qué lado caerá, el polític progressista espanyol Práxedes Mateo Sagasta, El Motín, agost de 1881.

## Carrera professional
Nascut a Madrid en 1848, Sojo va ser testimoni de la insurrecció del Cantó de Cartagena en 1873. Durant el seu període a Espanya, Sojo va participar activament com a dibuixant i caricaturista en publicacions de Madrid, com la revista republicana i anarquista El Motín, Madrid Cómico o Gil Blas; a més d'El Cantón Murciano o La Broma. El seu estil com a dibuixant a El Motín va ser influenciat per publicacions satíriques anteriors com La Traca.

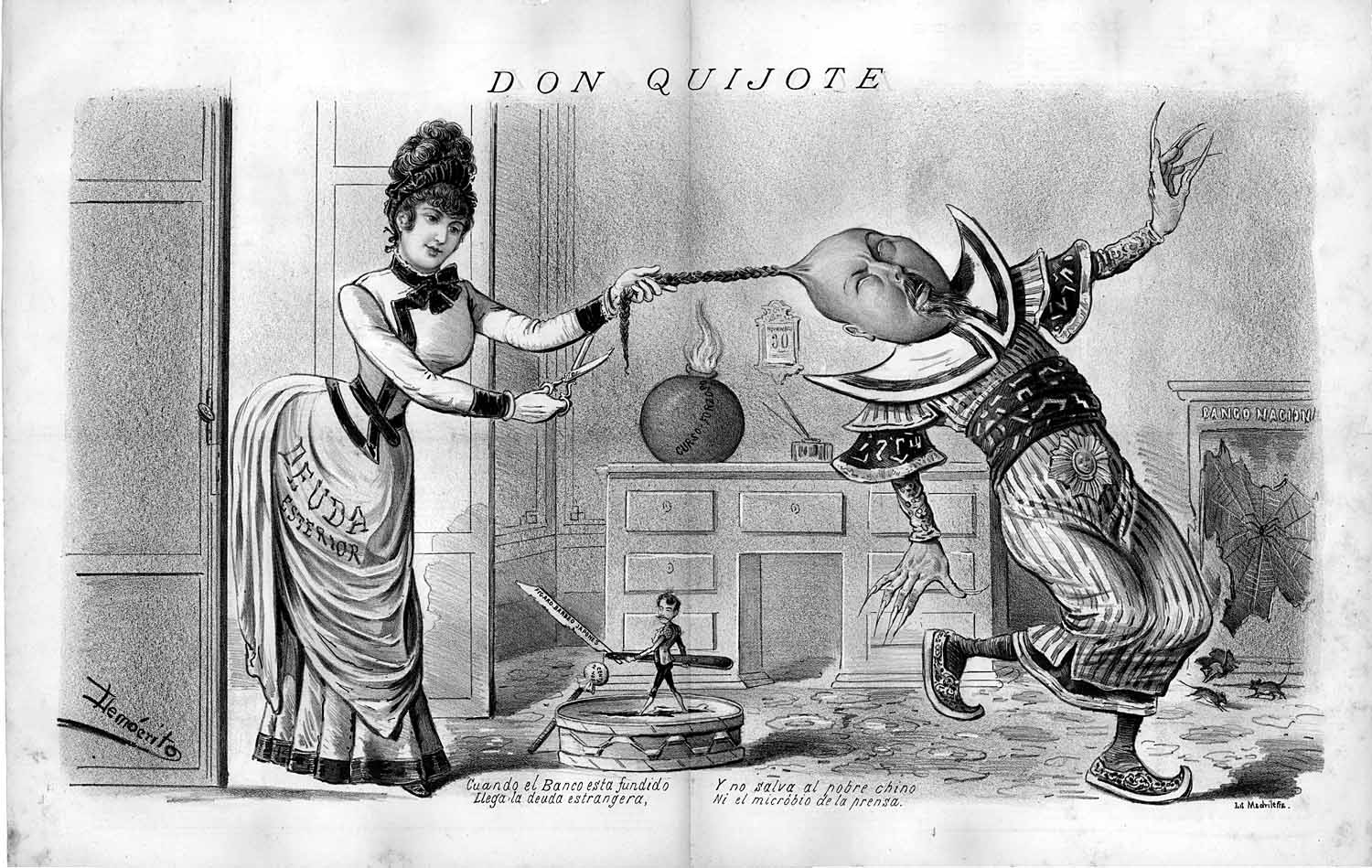
Il·lustració satírica al Don Quijote argentí, novembre de 1884.

Després d'emigrar a Argentina en 1883, el 16 d'agost de 1884 hi va publicar el primer nombre de la revista Don Quijote, de caricatures i crítica política, que marcà una fita i sortiria fins al 1905. Sojo va impusar en Don Quijote una línia editorial on va predominar «un enginy d'encuny netament hispànic», a més d'estar molt polititzada; aquesta última una de les causes de la marxa del projecte de Fray Mocho, que acabaria anys més tard en la publicació rival Caras y Caretas. També hi participaren els dibuixants espanyols Manuel Mayol «Heráclito» i José María Cao «Demócrito II».
Va ser perseguit políticament a causa de les seves dures crítiques i il·lustracions, i van arribar a segrestar-li les pedres litogràfiques del setmanari. El segon nombre va ser editat sense imatges: en lloc d'elles es feia una descripció de la figura faltante. A partir del següent nombre, el cap de policia va aparèixer sempre caricaturitzat amb una pedra litogràfica sota el braç.
Va fer famoses caracteritzacions de polítics argentins en clau de diferents animals, a Miguel Juárez Celman —contra qui va dirigir «tremends atacs»— el caracteritzava como un «burrito cordobés», malnom amb el que serà conegut més endavant, i a Julio A. Roca, per exemple, amb una guineu.
El militar, polític, periodista i escriptor Lucio V. Mansilla, després de ser caricaturitzat com un xot, va demanar l'arrest de Sojo i el va atacar amb les següents paraules:
| « | Un galleguito, una espècie, com diria Sarmiento, de poll fètid, capaç d'enverinar, no amb la mossegada, amb el simple contacte de les seves potes! […] El que pretén enfangar-nos és un galleguito infame, que paga d'aquesta manera l'hospitalitat que rep […] El galleguito Sojo a qualsevol casa a qualsevol part que vagi, sempre serà el galleguito Sojo. I que s'encarregui cadascun de nosaltres de donar-li una pallissa, si el té a mà, que jo, per la meva banda, he fet aquest compromís i el compliré! | » |

En 1885, Sojo va ser el responsable de la revista Don Quijote en Buenos Aires, la representació de la qual, prohibida a la capital argentina, va tenir lloc al poble veí de San José de Flores. En aquesta peça combinava elements característics de la sarsuela espanyola amb altres propis de l'Argentina, per criticar al govern de Roca. En 1890 es va produir a Argentina la Revolució del Parc, que va suposar la caiguda del govern de Juárez Celman, de la qual es considera que va ser partícip Sojo a través de Don Quijote.
Va tornar a Espanya per fundar una publicació homònima; el Don Quijote espanyol va aparèixer el gener de 1892. i seguiria comptant amb il·lustracions realitzades per Demócrito. El dibuixant va morir a Madrid al començament de 1908.
El Museo del Dibujo y la Ilustración, de Buenos Aires, té en la seva col·lecció distintes il·lustracions de Sojo a Don Quijote, algunes d'elles litografies en color.

## Galeria d'imatges

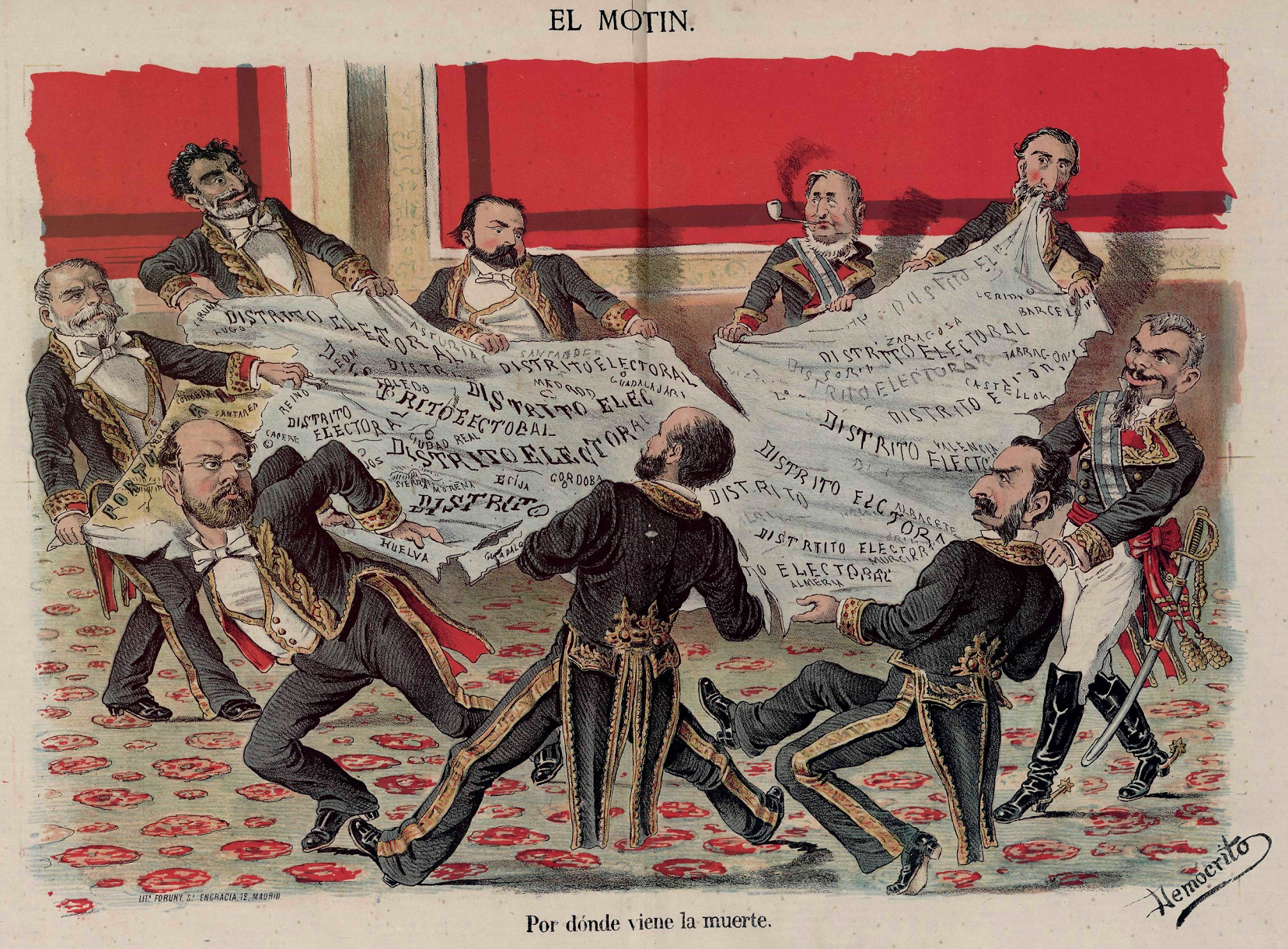
Por dónde viene la muerte, El Motín, abril de 1881.
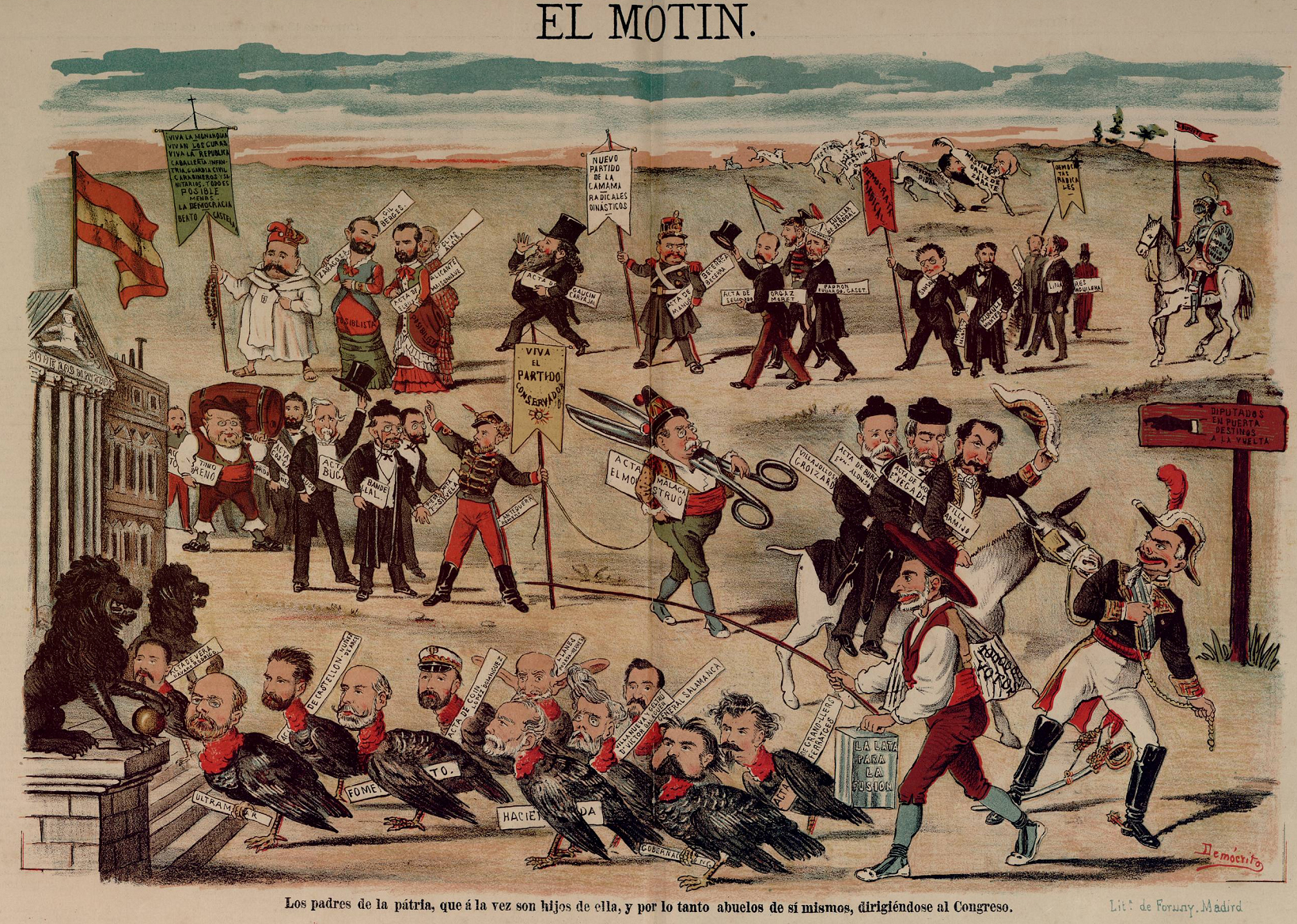
Los padres de la patria, que a la vez son hijos de ella, y por lo tanto abuelos de sí mismos, a El Motín, setembre de 1881.
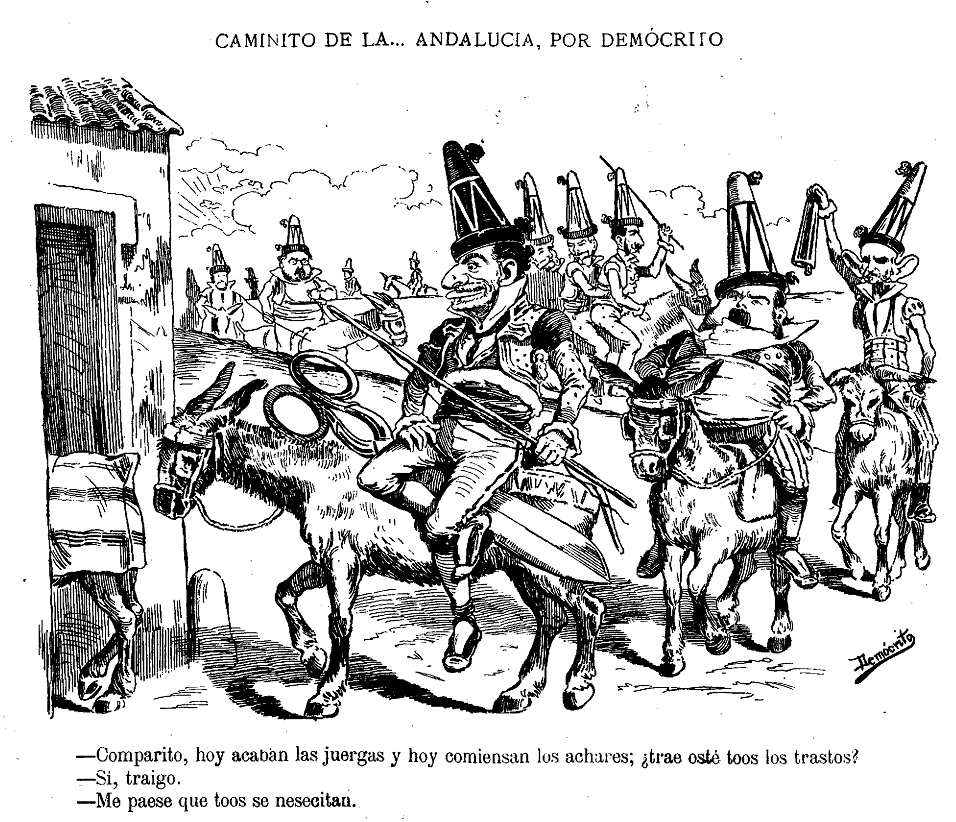
Caminito de la Andalucía, a Gil Blas, març de 1882.
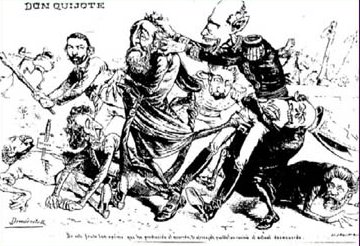
Don Quijote argentí, 1890.
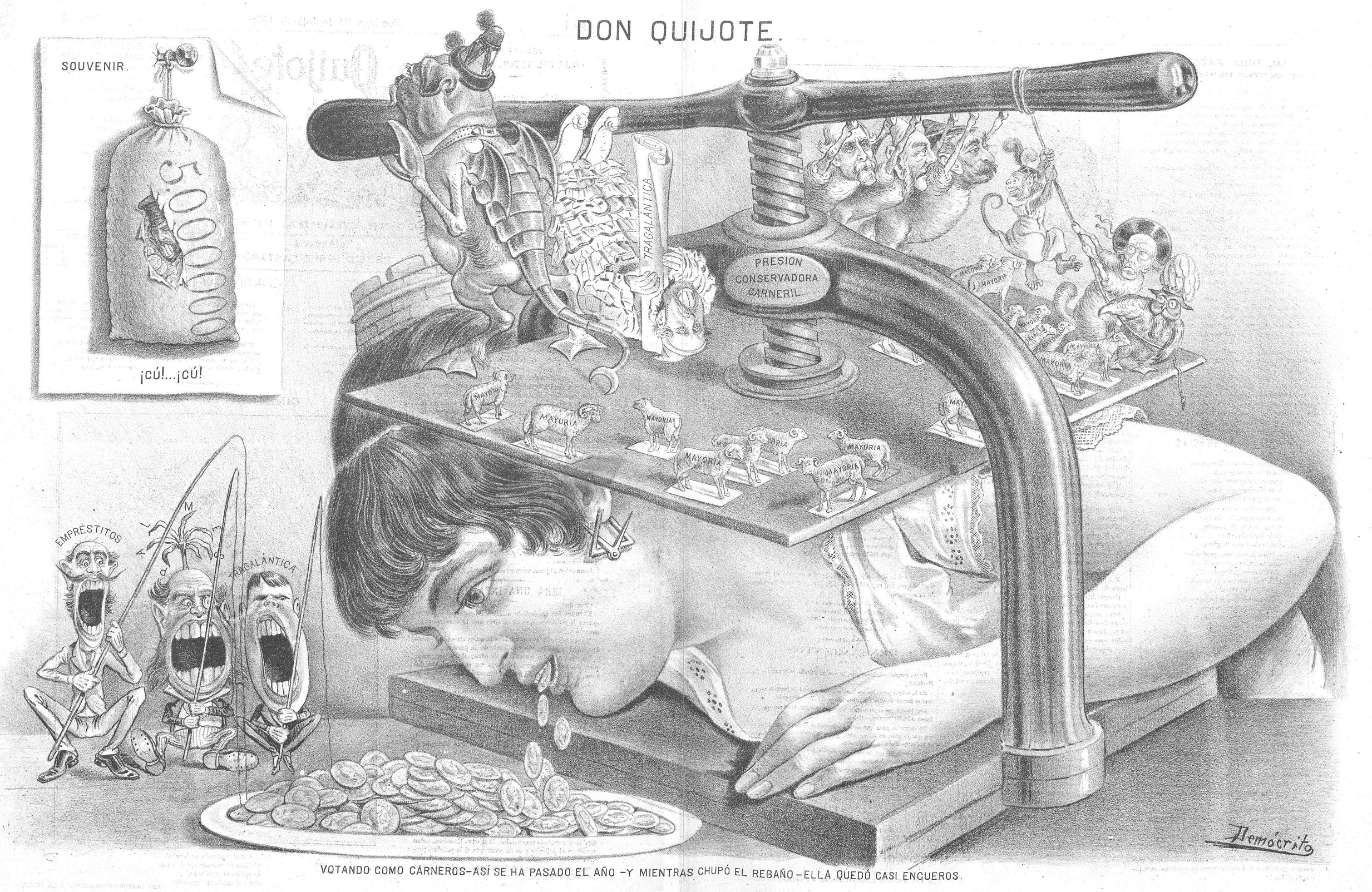
Don Quijote espanyol, juliol de 1892.